# Musée des lettres et manuscrits (Bruxelles)
Pour le musée parisien, voir Musée des lettres et manuscrits.
Le musée des lettres et manuscrits de Bruxelles (museum der letteren en manuscripten en néerlandais), en Belgique, est un ancien musée qui était situé dans les Galeries royales Saint-Hubert, au numéro 1 de la Galerie du Roi, à l'angle de la rue des Bouchers.
Le musée a ouvert en 2011, à l'instigation de Gérard Lhéritier.
À la suite de la mise en examen de son fondateur et de la liquidation judiciaire de sa société, Aristophil, le musée ferme ses portes le 30 janvier 2015.